# Communauté de communes du Mont des Avaloirs
La communauté de communes du Mont des Avaloirs est une communauté de communes française, située dans le département de la Mayenne et dans la région Pays de la Loire.

## Histoire
La communauté de communes est créée le 1er janvier 2014 à la suite de l'arrêté préfectoral du 2 décembre 2013 modifiant l'arrêté n° 2013143-008 du 23 mai 2013[pertinence contestée] prononçant la fusion de la communauté de communes des Avaloirs et de la communauté de communes de Villaines-la-Juhel.

## Territoire communautaire

### Géographie
La communauté de communes du Mont des Avaloirs est située au nord-est du département de la Mayenne, aux limites des départements de l’Orne et de la Sarthe.
Elle est :
- à moins d’une heure des villes d'Alençon, Le Mans, Laval et Caen ;
- à proximité de points touristiques : 15 min de Saint-Céneri-le-Gérei (un des plus beaux villages de France), 30 min de Bagnoles-de-l'Orne (station thermale) et 1 h 15 du mont Saint-Michel ;
- traversée par la nationale 12 et à proximité de l’A28 (Alençon – Le Mans – Tours), l’A11 (Paris – Le Mans – Nantes) et l’A81 (Rennes).

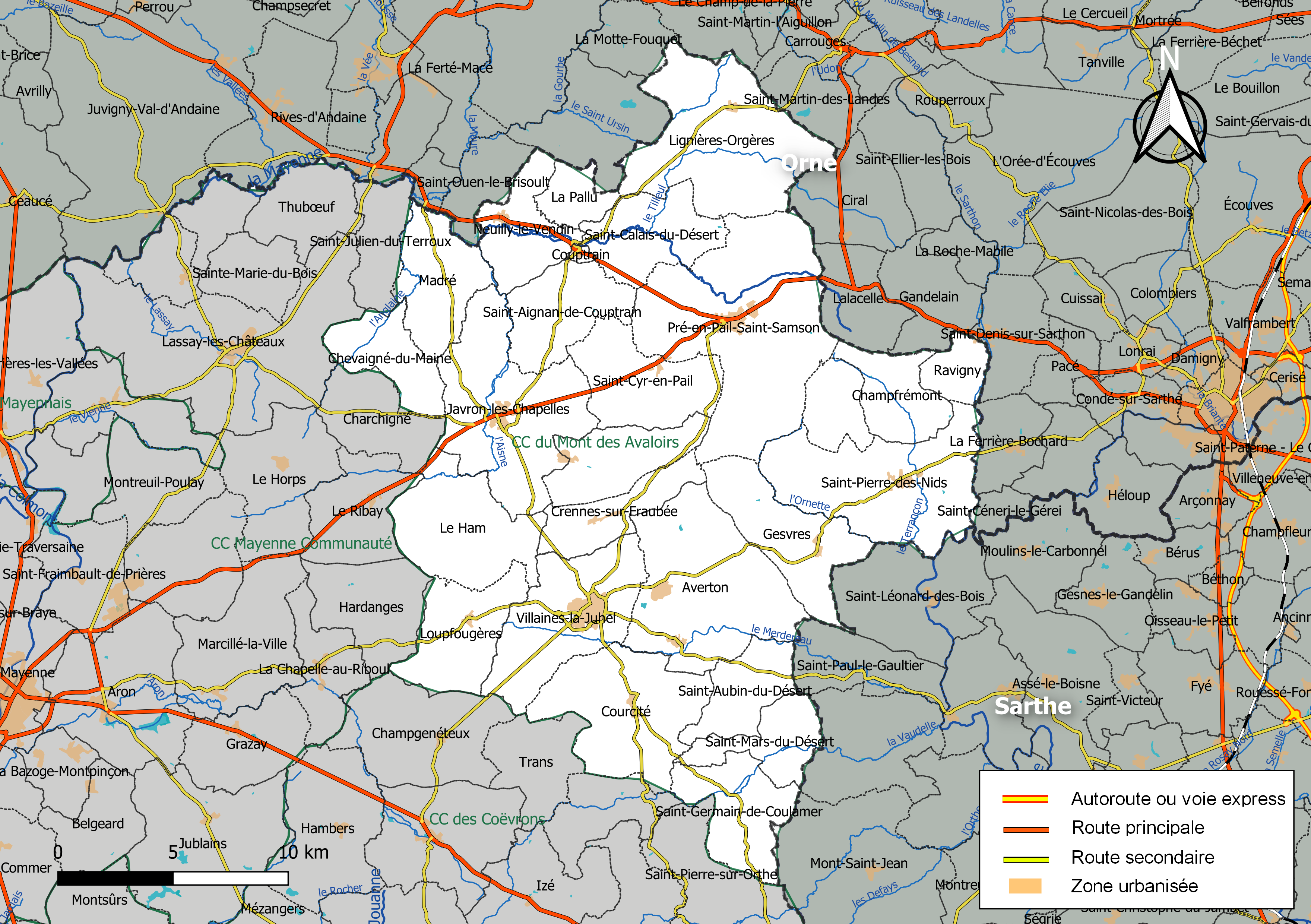
Carte de la communauté de communes du Mont des Avaloirs au 1er janvier 2019.

### Composition

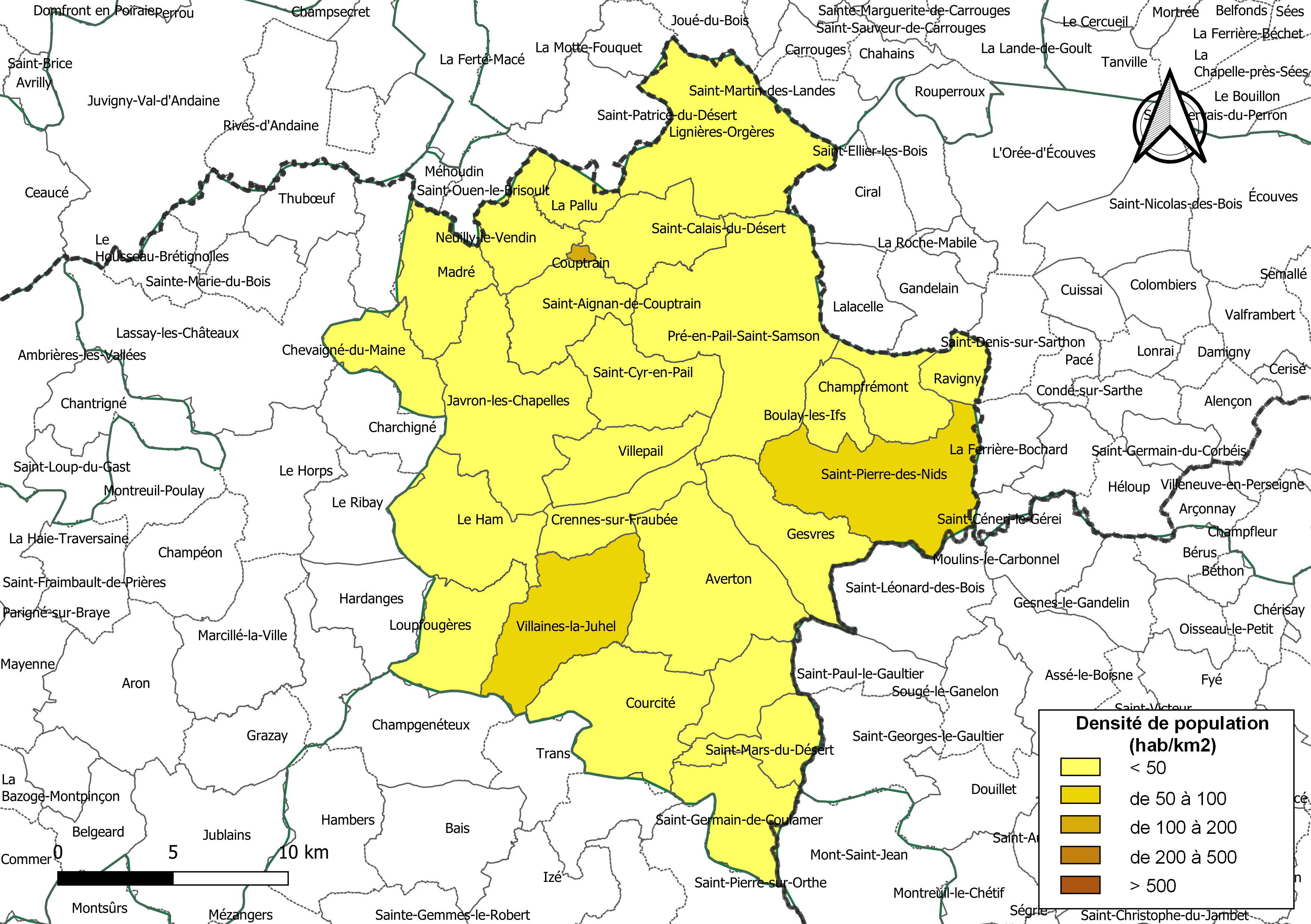
Carte des densités de population (millésimée 2016) des communes de la communauté de communes du Mont des Avaloirs. Composition en communes au 1 janvier 2019.

La communauté de communes est composée des 26 communes suivantes :

| Nom                              | Code Insee | Gentilé         | Superficie (km2) | Population (dernière pop. légale) | Densité (hab./km2) |
| -------------------------------- | ---------- | --------------- | ---------------- | --------------------------------- | ------------------ |
| Pré-en-Pail-Saint-Samson (siège) | 53185      |                 | 58,22            | 2 300 (2022)                      | 40                 |
| Averton                          | 53013      | Avertonnais     | 40,62            | 555 (2022)                        | 14                 |
| Boulay-les-Ifs                   | 53038      | Boulaysiens     | 9,05             | 136 (2022)                        | 15                 |
| Champfrémont                     | 53052      | Campoforméniens | 13,13            | 282 (2022)                        | 21                 |
| Chevaigné-du-Maine               | 53069      | Chevaignéens    | 13,05            | 152 (2022)                        | 12                 |
| Couptrain                        | 53080      | Couptrainais    | 0,71             | 114 (2022)                        | 161                |
| Courcité                         | 53083      | Courcitéens     | 30,69            | 808 (2022)                        | 26                 |
| Crennes-sur-Fraubée              | 53085      | Crennois        | 12,77            | 197 (2022)                        | 15                 |
| Gesvres                          | 53106      | Gesvrois        | 21,78            | 541 (2022)                        | 25                 |
| Le Ham                           | 53112      | Hamois          | 25,28            | 343 (2022)                        | 14                 |
| Javron-les-Chapelles             | 53121      | Javronnais      | 38,13            | 1 343 (2022)                      | 35                 |
| Lignières-Orgères                | 53133      | Lignièrois      | 40,89            | 710 (2022)                        | 17                 |
| Loupfougères                     | 53139      | Loupfougerais   | 18,76            | 410 (2022)                        | 22                 |
| Madré                            | 53142      | Madréens        | 17,55            | 284 (2022)                        | 16                 |
| Neuilly-le-Vendin                | 53164      | Noculéens       | 14,6             | 345 (2022)                        | 24                 |
| La Pallu                         | 53173      | Palludéens      | 6,65             | 177 (2022)                        | 27                 |
| Ravigny                          | 53187      | Ravignois       | 6,54             | 230 (2022)                        | 35                 |
| Saint-Aignan-de-Couptrain        | 53196      | Saint-Aignanais | 17,42            | 350 (2022)                        | 20                 |
| Saint-Aubin-du-Désert            | 53198      | Saint-Aubinois  | 12,83            | 223 (2022)                        | 17                 |
| Saint-Calais-du-Désert           | 53204      | Calaisiens      | 17,2             | 399 (2022)                        | 23                 |
| Saint-Cyr-en-Pail                | 53208      | Saint-Cyriens   | 20,65            | 502 (2022)                        | 24                 |
| Saint-Germain-de-Coulamer        | 53223      | Saint-Germinois | 17,72            | 329 (2022)                        | 19                 |
| Saint-Mars-du-Désert             | 53236      |                 | 11,87            | 166 (2022)                        | 14                 |
| Saint-Pierre-des-Nids            | 53246      | Poôtéens        | 37,34            | 1 761 (2022)                      | 47                 |
| Villaines-la-Juhel               | 53271      | Villainais      | 28,9             | 2 682 (2022)                      | 93                 |
| Villepail                        | 53272      | Villepaillais   | 15,7             | 192 (2022)                        | 12                 |

Avant la création de la commune nouvelle de Pré-en-Pail-Saint-Samson regroupant Pré-en-Pail et Saint-Samson au 1er janvier 2016, la communauté de communes du Mont des Avaloirs comptait vingt-sept communes.

## Administration
| Période      | Période      | Identité       | Étiquette | Qualité                             |
| ------------ | ------------ | -------------- | --------- | ----------------------------------- |
| janvier 2014 | avril 2014   | Michel Lambert | DVD       | Maire de Saint-Samson               |
| mars 2014    | Juillet 2020 | Daniel Lenoir  | Centriste | Maire de Villaines-la-Juhel         |
| juillet 2020 | en cours     | Diane Rouland  | SE        | Professeure de SVT, maire de Le Ham |